# Nordland Mühle Jarmen

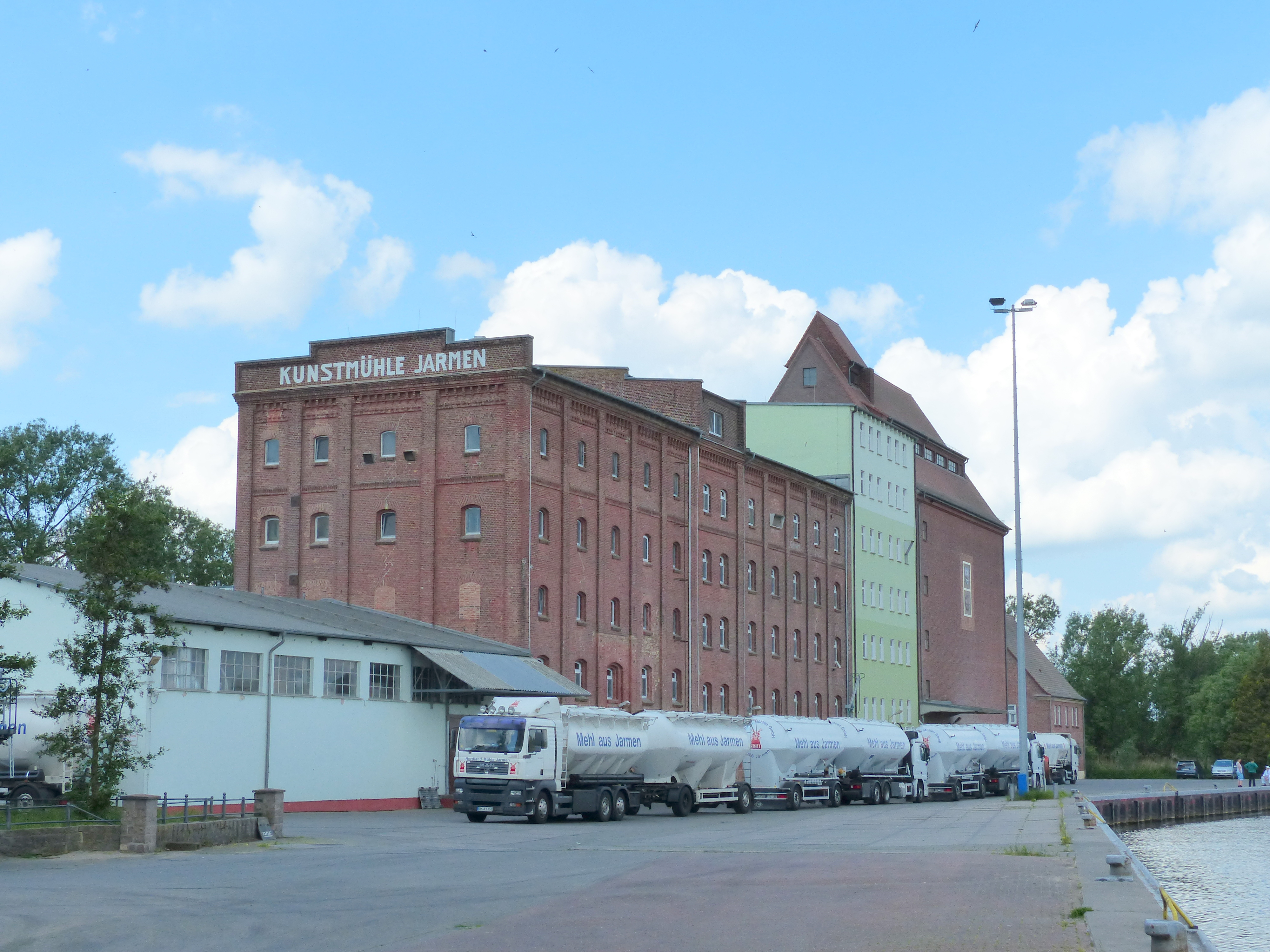
Kunstmühle Jarmen 2014

Die Nordland Mühle Jarmen, auch Kunstmühle Jarmen genannt, befindet sich am Hafen der Stadt Jarmen im Landkreis Vorpommern-Greifswald. Sie war die letzte noch arbeitende Großmühle in Mecklenburg-Vorpommern und wurde Ende September 2020 stillgelegt. Das Mühlengebäude, zu dem ein Getreidesilo, eine Getreidereinigung und ein Verwaltungsgebäude gehören, steht zusammen mit zwei weiteren Getreidesilos am Hafen unter Denkmalschutz.

## Geschichte
Die Mühle ging 1907 als Elektrische Kunstmühle Jarmen GmbH am Hafen direkt an der Peene in Betrieb. Um 1921 erwarb der Unternehmer Kurt Kampffmeyer (sen.) die Mühle, die er als Kunstmühlen- und Handels-Aktiengesellschaft weiterführte. 1930 bezeichnete er die Jarmener Kunstmühle in einem Geschäftsbericht als „die rentabelste“ der Kampffmeyer Mühlen.
1945 kam die Produktion zeitweise zum Erliegen. Nach dem Zweiten Weltkrieg wurde die Mühle enteignet und 1950 in der DDR zu Volkseigentum erklärt. 1974 wurde der Betrieb in den VEB Kombinat Getreidewirtschaft Neubrandenburg eingegliedert.
Nach der Wende wurde das Kombinat Getreidewirtschaft in die Nordland Mühlen GmbH umstrukturiert. 1993 wurde die Kunstmühle von der Bäckermühlen AG erworben, die wiederum 1999 von der VK Mühlen AG (seit 2014 GoodMills Deutschland) übernommen wurde, zu der seit 1983 auch die Kampffmeyer Mühlen GmbH gehörte. 2011 wurde umfangreich in moderne Anlagentechnik und eine Weizenmühle investiert.
Die Vermahlungskapazität betrug 60.000 Tonnen Mehl- und Schrotprodukte pro Jahr. Davon entfielen rund 40.000 t bis 45.000 t auf Weizen-, der Rest auf Roggen- und Dinkelprodukte.
Im September 2019 gab GoodMills Deutschland die für September 2020 geplante Schließung der Mühle bekannt. Die Produktion wurde von Standorten in Berlin und Hamburg übernommen. Im November 2019 gründete sich eine Bürgerinitiative für den Erhalt der Jarmener Mühle, die ihr Ziel jedoch nicht erreichte.